# زاكسن (فئة فرقاطة)
الفرقاطة زاكسن  F124 Sachsen هي أحدث فرقاطة ألمانية للدفاع الجوي وأكثرها تطوراً. ويستند تصميمها على أساس تصميم الفئة  F123 براندنبورج، ولكن مع تعزيز مزايا الشبحية المصممة لخداع رادارات  وأجهزة الاستشعار الصوتي المعادية.
وتضم  فرقاطات هذه الفئة الرادار المتطور ومتعدد الوظائف APAR ورادار طويل المدى SMART-L،  ويُزعم أن هذه الباقة قادرة على الكشف عن كل من الطائرات والصواريخ الشبحية.  وزاكسن تماثل في توظيف هذه التقنية مع كل من الفرقاطة الدنماركية ايفر هويتفيلد والهولندية دي زيفن بروفينسيان.
 وعلى الرغم من أن تعريف سفن الفئة زاكسن كفرقاطات، فهي تقارن بالمدمرات من حيث القدرة والحجم وكانت الهدف من بنائهم هو إحلالهم محل المدمرات من فئة لوتينس. وتتشابه زاكسن، و  ايفر هويتفيلد، ودي زيفن بروفينسيان  في الاعتماد على الاستخدام مشترك الأولي لنظام دفاع جوي تم تكوينه بواسطة الرادارين APAR  و SMART-L علاوة على صواريخ سطح-جو، وذلك بكل من صواريخ الدفاع عن منطقة SM-2 بلوك IIIA ، وصواريخ الدفاع عن نقطة  Evolved Sea Sparrow Missile ESSM.

## التصميم
بعد إعادة توحيد ألمانيا في نهاية الحرب الباردة عام 1990، واصلت البحرية الألمانية برنامج بناء Bundesmarine السابق (البحرية الاتحادية) بمشروع لأسطول يعتمد على المدمرات والفرقاطات، والتي سيتم بنائها في عصر مابعد إعادة التوحيد. وبعد فرقاطات الفئة براندنبورج التي تم بنائها في بداية التسعينات، تم الأمر ببناء الفرقاطات من فئة زاكسن لتحل محل المدمرات من فئة لوتينس التي عمرت أكثر من ثلاثين عام.

### الخصائص العامة والماكينات

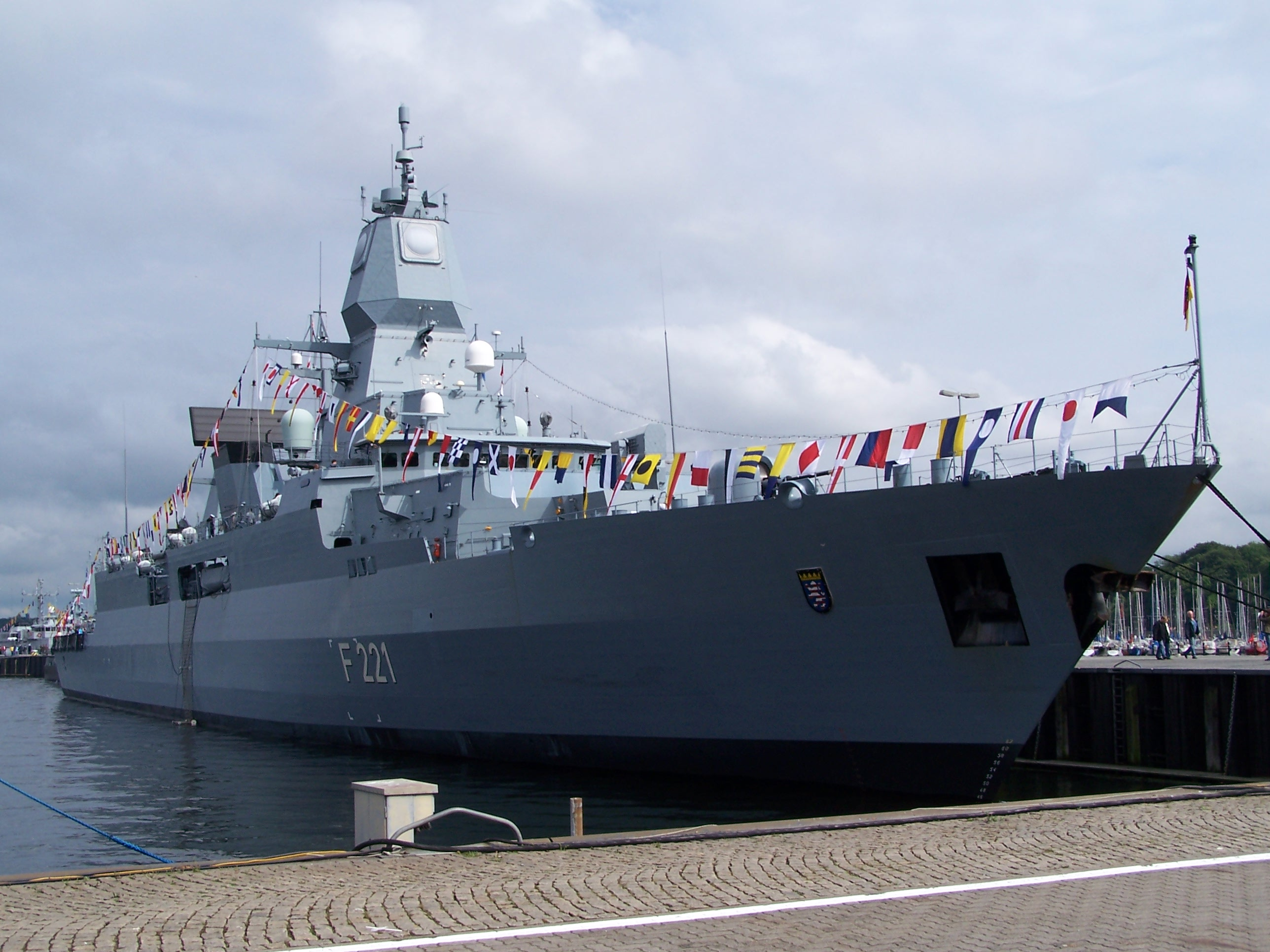
الفرقاطة Hessen في أسبوع كيل عام 2007

يبلغ طول فرقاطات الفئة زاكسن 132.15 مترا عند خط الماء، بينما يبلغ طولها بشكل عام 143 متراً. أما العرض فهو 17.44 متر، ويبلغ الغاطس 5 أمتار، ولكن يزداد الغاطس إلى 7 أمتار (23 قدم) عند مسفوفة السونار في مقدمة السفينة (القوس المصقولBulbous bow).

تبلغ إزاحة الفرقاطة 5,780 طن في حمولتها كاملة. يتم التحكم في التوجيه بدفة من تقنية
Single roll-stabilized rudder ونصف قطر دوران الفرقاطة 570 متر.
طاقم الفرقاطة يتكون من 38 ضابطا، 64 ضابط صف، و 140 من البحارة المجندين. ويوجد أماكن إقامة لثلاثة عشر ضابطا وبحارا إضافياً، وهناك إستعدادات لشمول الطاقم بحارة من النساء.
ويمكن لفرقاطات هذه الفئة أن تبقى في البحر لمدة 21 يوما في المرة الواحدة. 

وقد صُممت هياكل الفرقاطات على نمط فئة براندنبورج السابقة للاستفادة من شيوع المكونات وقطع الغيار في خفض تكاليف الصيانة. كما أن بنائها تم باستخدام وحدات ميكو MEKO modular، وذلك ببناء ودمج سبع مقصورات. والتحسن الأساسي الذي طرأ على السفن عن سابقتها هو الانخفاض الكبير في البصمة الرادارية. وقد تم تصميم السفن بزيادة في السعة بمقدار 270 طناً إضافياً من الوزن، وذلك للسماح بإضافات جديدة من الأسلحة وأجهزة الاستشعار دون المساس بكفاءة السفن. 

وقد تم تجهيز السفن من فئة زاكسن بنظام الدفع الهجين شراكة ديزل وغاز CODAG. 

يعمل كل عمود من عمودي الرفاص (المروحة-الداسر) بشكل مستقل، ومحركا الديزل تم تركيبهما داخل كبسولة عازلة للصوت، وعمود الرفاص (المروحة-الداسر) يديران مروحتين خماسيتا الشفرات من تقنية Variable-pitch propeller.
توربينة الغاز من جينرال إليكتريك General Electric LM2500 PF/MLG فتصنف بقوة 31,500 حصان Shaft horsepower بمقدار (23,500 كيلو وات)، ومحركا الديزل MTU 20V 1163 TB93 يوفرا مجتمعين 20,100 حصان Brake horsepower بمقدار (15,000 كيلو وات) وهكذا يوفر نظام الدفع الكلي -51,600 حصان (38,500 كيلو وات)- دفعاً يمد الفرقاطة بسرعة قصوى 29 عقدة (54 نم/ساعة)، بينما بتشغيل الديزل فقط يمكن للسفينة الإبحار Cruise لمسافة 7,400 كيلومتر بسرعة 18 عقدة (33 كم/ساعة). وتم تجهيز السفن أيضاً بأربعة مودات ديزل (كل منهم1,000 كيلوات وات) والتي تعمل عند 400 فولت و 115 فولت.
يتم التحكم في التوجيه عن طريق نظام لفة الدفة Rudder Roll System، والذي يرسل معلومات عن موقف السفينة وإشارات تثبيط الدفة، مما يسمح للسفن بالحفاظ على «استقرار غير مسبوق تقريبا» حتى في حالة ارتفاع كما في (حالة البحر 5) 5 Sea state.

### التسليح

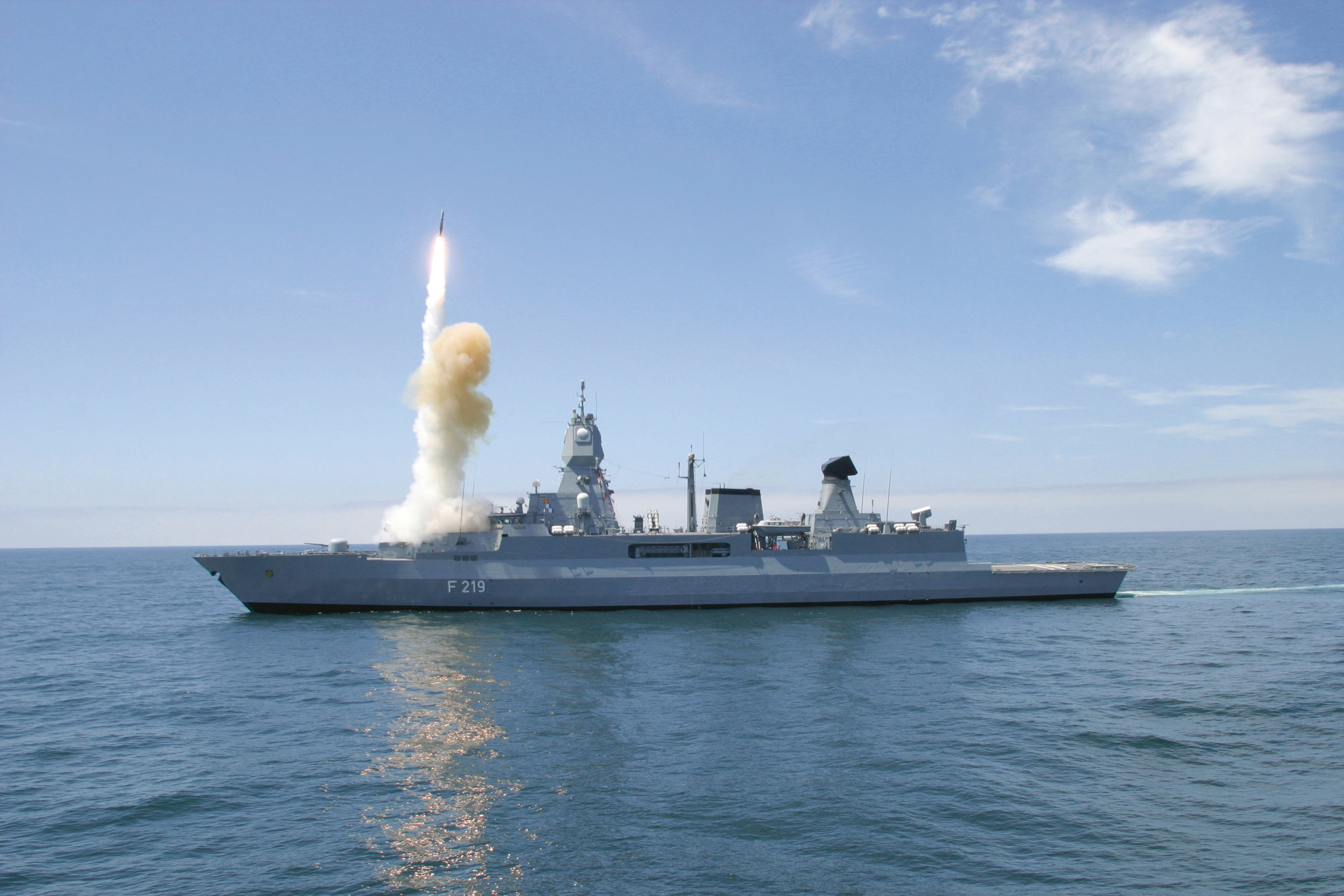
الفرقاطة F219 Sachsen تطلق الصاروخ سطح-جو متوسط المدى SM-2MR Block IIIA

تم إعداد وتجهيز هذه الفرقاطات لتكون الأمثل في دور ومهام الدفاع الجوي، والأسلحة الرئيسية بالفرقاطة والمنوطة بهذه المهام عبارة عن 32 خلية من منظومة الإطلاق العمودي (الرأسي) Mk 41 Mod 10 مجهزة بعدد 24 صاروخ SM-2 Block IIIA و 32 صاروخ ESSM. ويتم توفير «الدفاع عن نقطة» ضد الصواريخ الجوالة Cruise missile بواسطة زوج من قاذفات صواريخ الهيكل الدوار ذات 21 صاروخ. وقد تم تجهيز كل فرقاطة بقاذفي صواريخ رباعي الخلايا لصواريخ هاربون مضاد للسفن RGM-84 Harpoon anti-ship missile  

وفي العام 2013 راعت البحرية الألمانية تعديل رادار البحث طويل المدى بالفرقاطات ليسمح باستخدام صواريخ SM-2 في قدرات مضادة للصواريخ الباليستية  

ولمكافحة الغواصات، تحمل كل فرقاطة زوج من القاذفات الثلاثية للطوربيد إم يو 90 إمباكت MU90 324mm. 

كما وتحمل الفرقاطة أيضاً مجموعة متنوعة من المدافع، بما فيها مدفع مزدوج الغرض عيار-62 أوتوميلارا 76 ملم. ومسلحة أيضاً بإثنين من راينميتال 27 ملم MLG 27 ذو التحكم عن بعد.
وقد تم تجهيز فرقاطات الفئة زاكسن بسطح طيران مروحيات وحظيرة (مرآب) يمكنها أن تستوعب اثنين من سوبر لينكس أو NH90 المروحيات. تم تصنيف سطح الطيران لاستيعاب مروحية بوزن 15 طنا في ظروف تصل إلى حالة البحر 6.

### أجهزة الاستشعار والمضادات

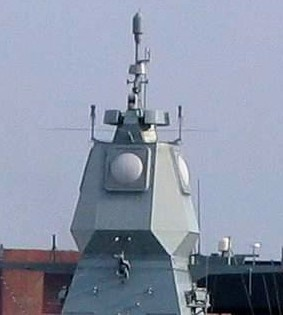
رادار APAR

تم تجهيز فرقاطات زاكسن بباقة من أجهزة الاستشعار والأسلحة المتطورة. وتعد أجهزة الاستشعار الأساسية بها هي كل من الرادار البعيد المدى SMART-L والرادار متعدد الوظائف APAR. والراداران مكملان لبعضهما البعض بدرجة عالية، بمعنى أن SMART-L هو رادار الحزمة L band ويوفر مراقبة طويلة المدى، في حين أن APAR هو رادار الحزمة X band فيوفر تتبع دقيق للهدف، وقدرة بحث أفقية عالية، وتوجيه للصواريخ باستخدام تقنية (Interrupted Continuous Wave Illumination (ICWI، مما يسمح بتوجيه 32 صاروخ ذو توجيه رادار شبه نشط في وقت واحد، بما في ذلك 16 صاروخاً في طور التوجيه النهائي. 

وقد تم تجهيز كل فرقاطة أيضاً براداري ملاحة STN Atlas 9600-M ARPA 

## السفن
| الرقم المتسلسل | إسم الفرقاطة | رمز النداء | البناة                  | بدء البناء     | التدشين       | دخول الخدمة    | الحالة    |  |
| -------------- | ------------ | ---------- | ----------------------- | -------------- | ------------- | -------------- | --------- |  |
| F219           | Sachsen      | DRAA       | Blohm + Voss في هامبورغ | 1 فبراير 1999  | 20 يناير 2001 | 31 ديسمبر 2003 | في الخدمة |  |
| F220           | Hamburg      | DRAB       | HDW في كيل              | 1 سبتمبر 2000  | 16 أغسطس 2002 | 13 ديسمبر 2004 | في الخدمة |  |
| F221           | هيسين        | DRAC       | Nordseewerke في إمدن    | 14 سبتمبر 2001 | 26 يوليه 2003 | 21 أبريل 2006  | في الخدمة |  |
| (F222)         | Thüringen    |            |                         |                |               |                |           |  |

## تاريخ الخدمة

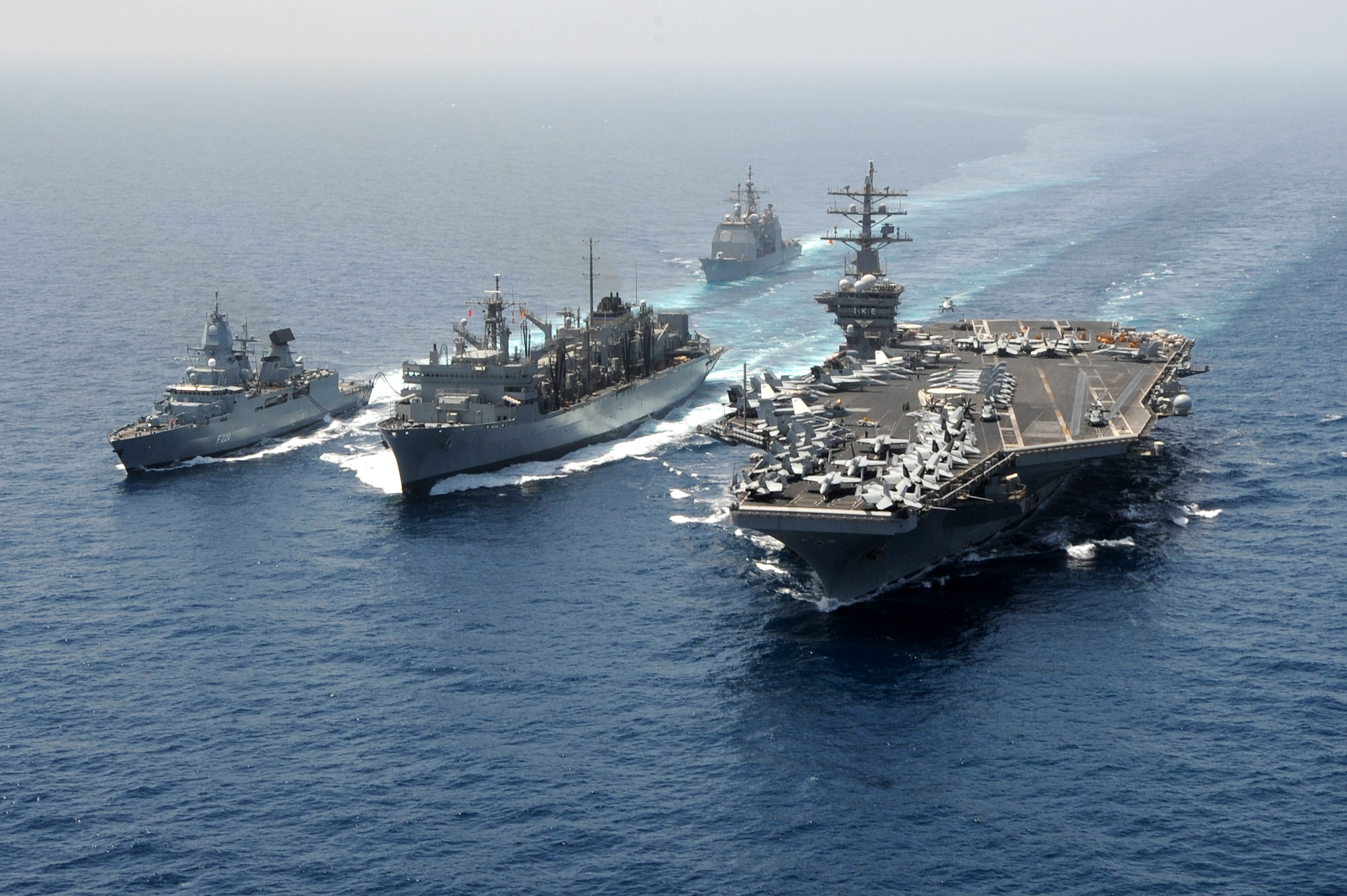
الفرقاطة هامبورج "يسار الصورة" تتزود بالوقود في بحر العرب مع البحرية الأمريكية خلال مهمة حماية مشتركة

في أغسطس من عام 2004، أنجزت زاكسن سلسلة من عمليات إطلاق الصواريخ الحية في منطقة رماية الصواريخ المسماة «بوينت موجو» Point Mugu والواقعة قبالة سواحل كاليفورنيا. وقد ضمت هذه العمليات عدد 11 صاروخاً من ESSM إلى جانب 10 صواريخ SM-2 Block IIIA. وشملت الاختبارات إطلاق النار ضد الطائرات بدون طيار، وكذلك ضد أهداف صاروخية (ضد صواريخ مضادة للسفن منطلقة من منصات جوية). 

في عام 2004 وأثناء خدمتها في «قوة الناتو البحرية الدائمة 1»، شاركت الفرقاطة زاكسن في عمليات تدريب مع حاملة الطائرات الأمريكية يو إس إس إنتربرايز. 

واستمرت العمليات مع مجموعات الحاملات الأمريكية خلال العقد التالي، حيث شاركت الفرقاطة Hessen في التدريبات المشتركة عام 2010 في البحر الأبيض المتوسط. وبالإضافة إلى ذلك، أصبحت Hamburg أول سفينة ألمانية مندمجة بالكامل في مجموعة حاملة طائرات أمريكية ضاربة في مارس 2013. 

إضطلعت الفرقاطة Hessen بدور الرائد Flagship لمجوعة «القوة البحرية الدائمة للناتو 1» في يناير 2013. وفي ذلك العام، منحت أطلس إليكترونيك وتاليس «الألمانية» عقدا لتحديث الفرقاطات الثلاث من فئة زاكسن، على أن يتم الانتهاء من المشروع بحلول عام 2017. 

في مارس 2015، شاركت Hessen والفرقاطات بريمن وبراندنبورج في عملية «أمل جيد»، وهي تدريبات أجريت مع البحرية الجنوب أفريقية.

### الصادرات
ظهرت شائعات في يوليو 2013 بأن إسرائيل وافقت على شراء مدمرين من ألمانيا بقيمة مليار يورو. وقد ترددت شائعات بأن تكون سفن من طراز ساكسن.